# Valmont (Seine-Maritime)
Valmont is een gemeente in het Franse departement Seine-Maritime (regio Normandië). De gemeente telt 993 inwoners (2004). De plaats maakt deel uit van het arrondissement Le Havre. 

## Geschiedenis
Oude vermeldingen van de plaats gaan terug tot de 12de eeuw als Gallomonte en Walemont. De 18de-eeuwse Cassinikaart toont hier het stadje Valmont.

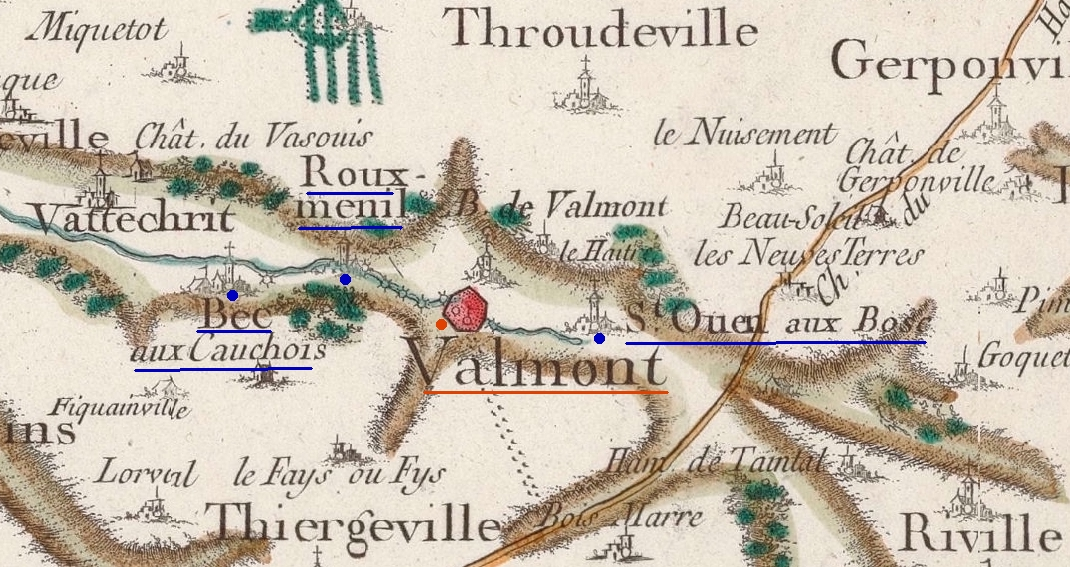
Valmont op de Cassinikaart

Op het eind van het ancien régime eind 18d eeuw, toen de gemeenten werden gecreëerd, werd Valmont een gemeente.
In 1822 werd buurgemeente Saint-Ouen-au-Bosc opgeheven en bij Valmont gevoegd. In 1825 werden ook de gemeenten Bec-aux-Cauchois en Rouxmesnil bij Valmont gevoegd.

## Geografie
De oppervlakte van Valmont bedraagt 5,5 km², de bevolkingsdichtheid is 180,5 inwoners per km².
Valmont ligt langgerekt langs het riviertje de Valmont. In het oosten ligt het gehucht Saint-Ouen-au-Bosc, in het noorden het gehucht Rouxmesnil en in het westen het gehucht Bec-aux-Cauchois.
De onderstaande kaart toont de ligging van Valmont (Seine-Maritime) met de belangrijkste infrastructuur en aangrenzende gemeenten.

## Bezienswaardigheden
- De Église Saint-Nicolas-Saint-Martin
- De abdij van Valmont, gesticht in 1169
- Het Château de Valmont

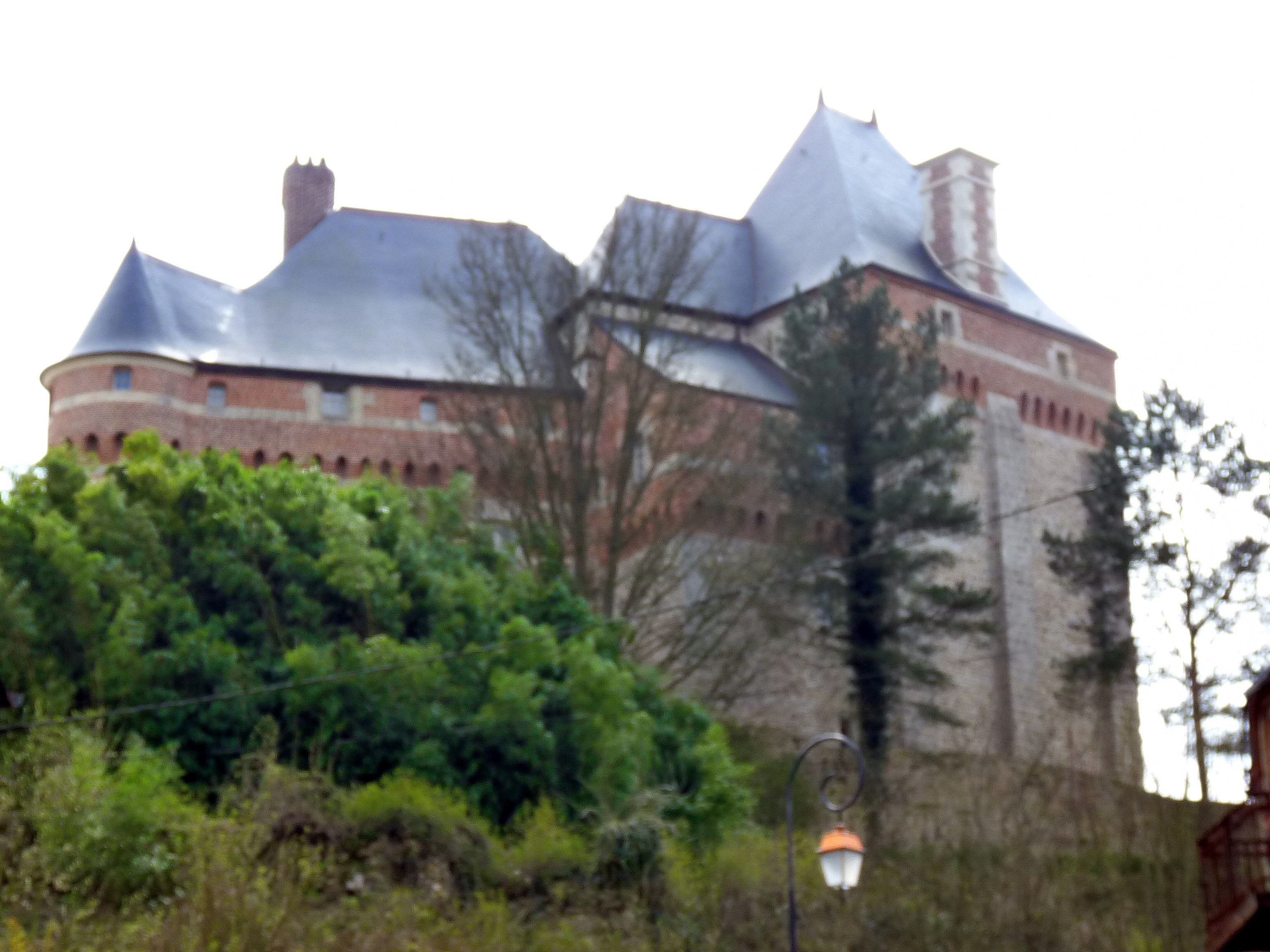
Château de Valmont

## Demografie
Onderstaande figuur toont het verloop van het inwonertal (bron: INSEE-tellingen).